# Johann Adam Kurrer (Dekan)
Johann Adam Kurrer (* 6. September 1680 in Tübingen; † 1762) war ab 1710 Pfarrer in Neckartailfingen und ab 1723 Dekan in Brackenheim. Er war in erster Ehe verheiratet mit Anna Magdalena geb. Osiander und hatte mit ihr ein Kind, Maria Barbara Kurrer (* 18. Januar 1719). In zweiter Ehe war er verheiratet mit Maria Magdalena geb. Blessing (* 1. Juli 1738 in Stuttgart), Witwe des Stuttgarter Stadtschreibers David Ulrich Schweiker.